# 禁忌搜索
禁忌搜索（英語：Tabu Search，TS，又稱禁忌搜尋法）是一種現代啟發式算法，由美國科罗拉多大学教授弗雷德·格洛弗于1986年左右提出，并于1989年实现规范化。这种搜寻法是一個用來跳脫局部最优解的搜索方法。其先创立一個初始化的方案；基于此，算法“移动”到一相邻的方案。經過許多连续的移動过程，提高解的质量。